# 亨利·刘易斯·史汀生
亨利·刘易斯·史汀生（英語：Henry Lewis Stimson，1867年9月21日—1950年10月20日）。美國政治家，曾担任美国战争部长、菲律賓總督和美国国务卿。

## 早年经历

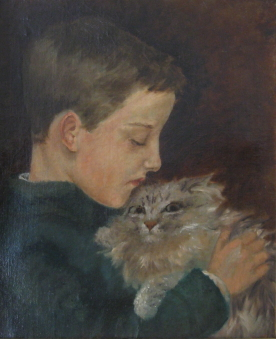
Young Stimson with Mimi, the cat, portrait by Dora Wheeler Keith

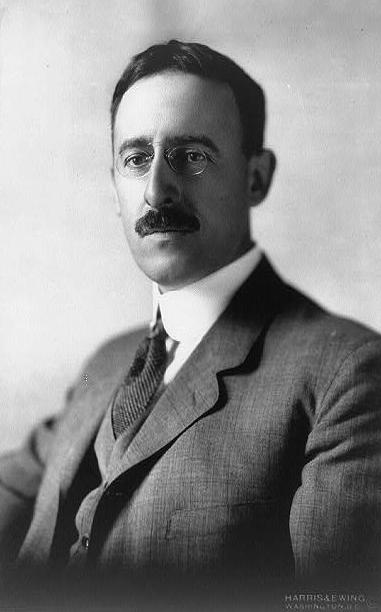
Stimson as a young lawyer

史汀生生于纽约曼哈顿，父亲是著名的外科医生刘易斯·阿特伯雷·史汀生，史汀生是一个英国姓，是史蒂文森的变种。九岁时母亲因肾病去世，史汀生被送到寄宿学校生活。每年夏天，他会到外祖母、著名的室内设计师坎迪斯·惠勒的庄园居住，和与自己年龄差不多的舅舅杜亥姆·维勒一起在他们称作“兵工厂”的角落玩耍在盖斯基尔山间漫步时，他喜欢上了户外运动
史汀生先在马萨诸塞州安多佛的菲利普斯学院就读，在这里对神学产生了持续一生的兴趣。后来在1935-1945年间还担任学院理事会主席，在他的遗嘱中将自己在华盛顿特区的地产捐献给菲利普斯学院（现属Maret School）.
从学院毕业之后，他进入了耶鲁大学，还加入了骷髅会1888年，史汀生从耶鲁大学毕业，进入哈佛法学院就读，1890年毕业。植入进入路特-克拉克的法律事务所工作，1893年成为合伙人。路特，未来的战争秘书和国务卿，对史汀生影响很大，也是他的奋斗目标。
1893年，史汀生与Mabel Wellington White结婚。他们在京都度过了蜜月，他深知京都的歷史和文化價值，故二战中决定不在京都投掷原子弹。流行性腮腺炎导致史汀生不育，因此没有子女1906年，西奧多·羅斯福任命他為紐約南部地區聯邦檢察官。他因在一起涉及糖业托拉斯的海关舞弊案中赢得胜利而得名。1910年，代表共和黨參選紐約州長落敗。

## 战争部长
1911年威廉·霍华德·塔夫脱總統任命史汀生為戰爭部長。史汀生继续推进从罗脱开始的军队重组计划，在一战爆发前大量扩军提高了军队的行政效率。1913年威尔逊上台后，史汀生卸任。一战开始后，他支持英法，同时主张美国中立。他积极参与国民军事训练营的工作，以训练未来的军官。美国1917年宣战后，史汀生被西奥多·罗斯福选入志愿参战团，计划于1917年前往法国参战。伍德罗·威尔逊拒绝使用这些志愿者们，但史汀生在法国的美军里担任炮兵军官，1918年8月被授予上校军衔。他继续自己的军旅生涯，主要从事组织预备队的工作，于1922年被授予准将军衔。

## 尼加拉瓜和菲律宾
史汀生是国际关系委员会的创始成员，还曾被《纽约时报》称为“该团体的典范成员”
1927年卡尔文·柯立芝总统认为史汀生担任驻尼加拉瓜大使，以期调解结束尼加拉瓜内战。史汀生认为尼加拉瓜人还无法担负独立后的责任，也不适合建立当地人自己的政府后来史汀生前往菲律宾担任总督时采用了同样的政策，他拒绝了独立的要求，主张保证美国政府及其委任的总督具有最高行政权，按照美国体制建立各级政府，吸收当地民族主义者加入行政机构，等到行政机构逐步完善，再考虑独立问题。

## 国务卿
1929年赫伯特·胡佛命他為國務卿。1929年12月，曾回应中华民国调停中东路事件的请求，谴责苏联违反《非战公约》。1930年代，他成為倫敦海軍會議美國代表團主席，後來又當上日內瓦裁軍會議美國代表團主席。史汀生個人十分反對日軍侵華的行為（九一八事變），而美國當時亦宣布不承認日軍的行動，即史汀生主義。

## 二战
1940年，富蘭克林·德拉諾·羅斯福命他重返戰爭部。
他是曼哈頓計劃的領導人格羅夫斯將軍的直屬上司。
他使得摩根索計畫不能實現。

## 荣誉
- 特种大绶景星勋章（中华民国，1946年1月1日批准[17]）